# Eucereon nigricorpus
Eucereon nigricorpus är en fjärilsart som beskrevs av M.Gaede 1926. Eucereon nigricorpus ingår i släktet Eucereon och familjen björnspinnare. Inga underarter finns listade i Catalogue of Life.